# I din närhet, o min Herre
I din närhet, o min Herre är en sång med text från 1920 av Albert Orsborn, översatt 1946 av Sigfrid Wikfeldt och musik av George Frederick Root.

## Publicerad i
- Frälsningsarméns sångbok 1968 som nr 164 under rubriken "Helgelse".
- Frälsningsarméns sångbok 1990 som nr 413 under rubriken "Helgelse".